# Didymocarpus macrophyllus
Didymocarpus macrophyllus là một loài thực vật có hoa trong họ Tai voi (Gesneriaceae). Loài này được Wall. ex D.Don mô tả khoa học đầu tiên năm 1825.